# 李老小花介
李老小花介（学名：Cytherelloidea leroyi）为小浪花介科小花介屬下的一个种。